# Les Deux-Villes
Les Deux-Villes är en kommun i departementet Ardennes i regionen Grand Est (tidigare regionen Champagne-Ardenne) i nordöstra Frankrike. Kommunen ligger  i kantonen Carignan som ligger i arrondissementet Sedan. År 2022 hade Les Deux-Villes 249 invånare.

## Befolkningsutveckling
Antalet invånare i kommunen Les Deux-Villes
Referens: INSEE